# Jean-Yves Le Drian
Jean-Yves Le Drian (An Oriant, Morbihan, Bretanya, 1947) és un polític francès.

## Biografia
Va ser el cap de la Unió Nacional d'Estudiants de França a Rennes el 1968. A les eleccions municipals de 1977 formà part de la llista del Partit Socialista d'An Oriant i a les eleccions legislatives franceses de 1978 fou elegit diputat per Morbihan, escó que mantindrà fins al 2007. Va donar suport Ségolène Royal a les eleccions presidencials franceses de 2007.
A les eleccions regionals franceses de 1998 fou escollit membre del Consell Regional de Bretanya, i ha estat alcalde d'An Oriant del 1981 al 1998.
Endemés, entre 1991 i 1992 fou nomenat secretari d'estat de marina del govern d'Edith Cresson, fins que fou substituït per Charles Josselin. Després de les eleccions regionals franceses de 2004 fou nomenat president del Consell Regional de Bretanya. A les eleccions regionals de 2010 fou elegit novament i és també el president del Consell Regional de Bretanya.
Va ser Ministre de Defensa en el govern de Manuel Valls, i abans en el de Jean-Marc Ayrault.
Actualment és en el govern de Govern Jean Castex, i abans hi havia estat en el d'Edouard Philippe, 
El novembre de 2021, en una entrevista al diari "Le Monde", Jean-Yve Le Drian va expressar la seva preocupació per la depredació econòmica que pesa sobre els països africans, assenyalant amb el dit la Xina i Rússia. "Els nostres competidors no tenen tabús ni límits", va dir Jean-Yves Le Drian, segons qui els europeus han de reconstruir a tota costa la seva relació amb el continent africà.